# Neue Fruchtbringende Gesellschaft
Die „Neue Fruchtbringende Gesellschaft zu Köthen/Anhalt e. V. – Vereinigung zur Pflege der deutschen Sprache“ (NFG) wurde am 18. Januar 2007 in Köthen gegründet.
Sie stellt sich in die sprachpflegerische Tradition der Fruchtbringenden Gesellschaft. Während die alten Fruchtbringer keine Frauen aufnahmen, spielen sie in der neuen eine führende Rolle. Vorsitzende ist seit der Gründung die Computerlinguistin Uta Seewald-Heeg. Der Dichter Reiner Kunze ist Ehrenmitglied der NFG und hielt im September 2007 (am Tag der deutschen Sprache) in Köthen die erste Rede zur deutschen Sprache.

## Gründung
Zu den 16 Gründungsmitgliedern zählten sowohl Köthener Bürger als auch mehrere Sprachpflegevereine und der Präses des Pegnesischen Blumenordens, außerdem die Oberbürgermeister von Köthen, Kurt-Jürgen Zander, und Roßlau (Elbe), Klemens Koschig, sowie Klaus Conermann, der sich wissenschaftlich mit der ursprünglichen Fruchtbringenden Gesellschaft beschäftigt.
Zu ihrer Gründung beschloss die neue Gesellschaft eine Köthener Erklärung. Demnach hat sie sich die Aufgabe gestellt, „die deutsche Sprache in ihrem grundlegenden Wesen und ihrer Bedeutung zu erhalten, auszuüben und zu pflegen“. In Anlehnung an das Wort der Fruchtbringenden Gesellschaft von 1617 „Alles Zu Nutzen“ stellt die Neue Fruchtbringende Gesellschaft ihr Handeln unter den Leitsatz „Alles zu Nutzen – allen zu Nutzen!“

## Struktur
Vorstand der Neuen Fruchtbringenden Gesellschaft
- 1. Vorsitzende Uta Seewald-Heeg
- Stellvertretender Vorsitzender Wolfgang Hildebrandt
- Schatzmeisterin Julia Schinköthe

Beisitzer
- Brigitte Erdmenger
- Giesela Nicht
- Thomas Paulwitz

## Tätigkeit
Die Gesellschaft will Köthen zu einem Mittelpunkt der Sprachpflege machen und hat unter anderem ein Haus der deutschen Sprache eingerichtet. Zur 390. Wiederkehr der Gründung der Fruchtbringenden Gesellschaft am 24. August 2007 veranstaltete die Nachfolgegesellschaft den 1. Köthener Sprachtag. Der Sprachtag findet seither jährlich statt. Seit 2008 veranstaltet die Gesellschaft jährlich einen Schreibwettbewerb für Schüler.
Der ehemalige Kultusminister des Landes Sachsen-Anhalt Werner Sobetzko ist Vorsitzender des Beirats der Gesellschaft.

## Kritik
Der damalige Präsident der Deutschen Akademie für Sprache und Dichtung, Klaus Reichert, warf der Gesellschaft im Mai 2007 vor, sie wolle die deutsche Sprache „unter eine Glasglocke stellen“. Die Vorsitzende Uta Seewald-Heeg wies die Vorwürfe zurück und lud Reichert im Gegenzug zum Sprachtag nach Köthen ein, damit er seine Meinung ändern könne. Daraufhin nahm Reichert am Preisgericht für einen Schülerwettbewerb der NFG teil.